# 佐々木功 シングルコレクション
『佐々木功 シングルコレクション』（ささきいさお シングルコレクション）は、ささきいさお（佐々木功）のベスト・アルバム。1998年6月21日にCD-BOXとして、コロムビアミュージックエンターテインメント（日本コロムビア）より発売された。5枚組、全113曲収録。型番はCOCC-15199〜COCC-203。
『佐々木功シングル・コレクション '73〜'87』、『Isao Sasaki Single Collection』、『佐々木功シングルコレクション1973〜1987』、または単に『Single Collection』などと表記されることもある。

## 概要
かつて和製プレスリーという異名を取ったロカビリー歌手で、当時は俳優・声優として活動していた佐々木功が、1973年にささきいさお名義でアニメ・特撮ソング歌手としてあらためてデビューした。
本CD-BOXには、ささきいさおが1973年から1987年までにリリースしたほぼ全てのシングル盤の楽曲（B面曲を含む）を収録。一部、「コロムビア・オールスターズ」名義の曲もある。主題歌シングルのみでなく、アルバムからシングル・カットされた挿入歌やイメージソング、およびアニメ・特撮作品以外のテレビドラマや劇場映画の主題歌、童謡、オリジナル曲も含まれている。
帯では「青春の迷いの中にいる君に聴いて欲しい」「愛と哀のはざまに揺れる勇気の詩」などと謳われていた。
本CD-BOXを補完するアルバムに、『佐々木功 デラックスコレクション』（#関連音盤を参照）がある。

## 収録曲
- 「OP」はオープニングテーマ、「ED」はエンディングテーマ。
- （＊）はアルバムからシングル・カットされた曲。

### Disc 1
初出年
1973年： No. 1 & 2
1974年： No. 3 - 8
1975年： No. 9 - 20
1976年： No. 21 - 26
曲目 - 作品名など
1. たたかえ!キャシャーン - 『新造人間キャシャーン』OP（アニメソング・デビュー曲[3]）
2. おれは新造人間 - 『新造人間キャシャーン』ED
3. ゲッターロボ! - 『ゲッターロボ』OP
4. 合体!ゲッターロボ - 『ゲッターロボ』ED
5. 戦え!ポリマー - 『破裏拳ポリマー』OP
6. 転身ポリマー - 『破裏拳ポリマー』ED
7. 宇宙戦艦ヤマト - 『宇宙戦艦ヤマト』OP（ミュージカル・アカデミー版）
8. 真赤なスカーフ - 『宇宙戦艦ヤマト』ED（ミュージカル・アカデミー版）
9. 進め!ゴレンジャー - 『秘密戦隊ゴレンジャー』OP
10. 秘密戦隊ゴレンジャー - 『秘密戦隊ゴレンジャー』ED1
11. 不滅のマシンゲッターロボ - 『ゲッターロボG』ED
12. われらのゲッターロボ - 『グレートマジンガー対ゲッターロボG 空中大激突』挿入歌
13. 戦え!宇宙の王者 - 『宇宙円盤大戦争』OP
14. もえる愛の星 - 『宇宙円盤大戦争』ED
15. ゴレンジャーストーム - 『秘密戦隊ゴレンジャー』挿入歌（＊）
16. 赤い力だアカレンジャー - 『秘密戦隊ゴレンジャー』挿入歌（＊）
17. とべ!グレンダイザー - 『UFOロボ グレンダイザー』OP
18. 宇宙の王者グレンダイザー - 『UFOロボ グレンダイザー』ED
19. とべ!バリブルーン - 『秘密戦隊ゴレンジャー』挿入歌（＊）
20. 青い空からアオレンジャー - 『秘密戦隊ゴレンジャー』挿入歌（＊）
21. ゴレンジャーがやってくる - 『秘密戦隊ゴレンジャー』挿入歌
22. バリドリーンの歌 - 『秘密戦隊ゴレンジャー』挿入歌
23. 宇宙鉄人キョーダイン - 『宇宙鉄人キョーダイン』OP
24. キョーダインとは俺たちだ - 『宇宙鉄人キョーダイン』ED
25. 大空魔竜ガイキング - 『大空魔竜ガイキング』OP
26. 星空のガイキング - 『大空魔竜ガイキング』ED

### Disc 2
初出年
1976年： No. 1 - 11
1977年： No. 12 - 23
曲目 - 作品名など
1. いざ行け!ロボット軍団 - 『グレンダイザー ゲッターロボG グレートマジンガー 決戦! 大海獣』OP
2. 戦いの詩 - 『グレンダイザー ゲッターロボG グレートマジンガー 決戦! 大海獣』挿入歌
3. 斗え!!超神ビビューン - 『超神ビビューン』OP
4. われらの超神ビビューン - 『超神ビビューン』ED
5. きみこそ勇者 - 『UFOロボ グレンダイザー』挿入歌 / 『UFOロボ グレンダイザー対グレートマジンガー』挿入歌（＊）
6. たたかいのバラード - 『大空魔竜ガイキング』挿入歌
7. ガイキングはおれだ - 『大空魔竜ガイキング』挿入歌
8. 地球はやっぱりすばらしい - 『宇宙鉄人キョーダイン』挿入歌（＊）
9. 見よ!!ゴレンジャー - 『秘密戦隊ゴレンジャー』ED2
10. 戦いおわって - 『秘密戦隊ゴレンジャー』挿入歌
11. あいつの机 - 『おはよう!こどもショー』より
12. すきだッダンガードA - 『惑星ロボ ダンガードA』OP
13. その名もタクマ宇宙パイロット - 『惑星ロボ ダンガードA』ED
14. ジャッカー電撃隊 - 『ジャッカー電撃隊』OP
15. いつか、花は咲くだろう - 『ジャッカー電撃隊』ED
16. 超常スマッシュ!ギンガイザー - 『超合体魔術ロボ ギンガイザー』OP
17. さがしに行かないか - 『超合体魔術ロボ ギンガイザーED
18. それゆけぼくらのファイターズ - 日本ハムファイターズ球団歌
19. ファイターズ讃歌 - 日本ハムファイターズ球団歌
20. 桃太郎 - 『ぱくぱくぽけっとレコード』（童謡企画盤）シリーズより
21. スペードエース若き獅子 - 『ジャッカー電撃隊』挿入歌（＊）
22. 行け!ダンガードA - 『惑星ロボ ダンガードA』挿入歌（＊）
23. 愛のオーロラ - 『惑星ロボ ダンガードA』挿入歌（＊）

### Disc 3
初出年
1977年： No. 1 - 11
1978年： No. 12 - 22
曲目 - 作品名など
1. 行け行け飛雄馬 - 『新・巨人の星』OP
2. よみがえれ飛雄馬 - 『新・巨人の星』ED
3. 激走!ルーベンカイザー - 『激走!ルーベンカイザー』OP
4. おまえがえらんだ道だから - 『激走!ルーベンカイザー』ED
5. さらば友よ - 『科学忍者隊ガッチャマン』（ドラマ編LP）挿入歌（＊）
6. 一緒に歩こうこの道を - 『科学忍者隊ガッチャマン』（ドラマ編LP）挿入歌（＊）
7. MAZINGER Z - 『マジンガーZ』の英語企画盤より（『マジンガーZ』OP「マジンガーZ」の英語版）
8. Z THEME - 『マジンガーZ』の英語企画盤より（『マジンガーZ』挿入歌「Zのテーマ」の英語版）
9. OUR MAZINGER Z - 『マジンガーZ』の英語企画盤より（『マジンガーZ』ED「ぼくらのマジンガーZ」の英語版）
10. はばたけ飛雄馬このときに - 『新・巨人の星』挿入歌（＊）
11. 想い出よ今は... - 『新・巨人の星』挿入歌（＊）
12. 枯木霊歌 - 文化放送『セイ!ヤング』内のラジオドラマ『スペースファンタジー エメラルダス』挿入歌
13. 星の旅人 - 文化放送『セイ!ヤング』内のラジオドラマ『スペースファンタジー エメラルダス』挿入歌
14. 傷だらけの翼 - NHK連続ラジオ小説『火の鳥・鳳凰編』主題歌
15. 名も知らぬ星 - NHK連続ラジオ小説『火の鳥・鳳凰編』挿入歌
16. 立て!闘将ダイモス - 『闘将ダイモス』OP
17. スタージンガーの歌 - 『SF西遊記スタージンガー』OP1
18. 戦え! レッドタイガー - 『UFO大戦争 戦え! レッドタイガー』OP
19. 母をもとめて - 『UFO大戦争 戦え! レッドタイガー』挿入歌
20. 出撃! レッドタイガーの詩 - 『UFO大戦争 戦え! レッドタイガー』ED
21. 星に想うスターシャ - 『宇宙戦艦ヤマト』イメージソング
22. 勇者よ銀河を渡れ - 『宇宙からのメッセージ・銀河大戦』OP

### Disc 4
初出年
1978年： No. 1 - 11
1979年： No. 12 - 22
1980年： No. 23 & 24
曲目 - 作品名など
1. 好敵手 - 『さらば宇宙戦艦ヤマト 愛の戦士たち』イメージソング
2. テレサよ永遠に - 『さらば宇宙戦艦ヤマト 愛の戦士たち』イメージソング / 『宇宙戦艦ヤマト2』ED
3. 今日という日は - 劇場映画『走れクラウス』主題歌
4. 銀河鉄道999 - 『銀河鉄道999』OP
5. 青い地球 - 『銀河鉄道999』ED
6. われらガッチャマン - 『科学忍者隊ガッチャマンII』OP
7. 明日夢みて - 『科学忍者隊ガッチャマンII』ED
8. 宇宙の戦士スタージンガー『SF西遊記スタージンガー』OP2（＊）
9. よみがえれ歩き出せ 〜ジョーの歌〜 - 『科学忍者隊ガッチャマンII』挿入歌（＊）
10. SPACE CRUISER YAMATO - 『宇宙戦艦ヤマト』の英語企画盤[7]より（『宇宙戦艦ヤマト』OP「宇宙戦艦ヤマト」の英語版）
11. THE RED SCARF - 『宇宙戦艦ヤマト』の英語企画盤[7]より（『宇宙戦艦ヤマト』ED「真赤なスカーフ」の英語版）
12. ザ・ウルトラマン - 『ザ☆ウルトラマン』OP
13. 愛の勇者たち - 『ザ☆ウルトラマン』ED
14. ウルトラマンの歌 - 『実相寺昭雄監督作品ウルトラマン』主題歌
15. ぼくらのウルトラマン - 『ウルトラ6兄弟VS怪獣軍団』主題歌
16. 青春フィーバー（コンバット・マーチ） - 『ドカベン』OP3（コロムビア・オールスターズ名義[6]）
17. 太陽の子 - 『ドカベン』ED3（コロムビア・オールスターズ名義[6]）
18. レクィエム - TBS系ドラマ『Gメン'75』ED7[8]
19. ヤマト!!新たなる旅立ち - 『宇宙戦艦ヤマト 新たなる旅立ち』主題歌
20. 希望よそれは - 『円卓の騎士物語 燃えろアーサー』OP
21. ガッチャマンファイター - 『科学忍者隊ガッチャマンF』OP
22. 遠い空のボレロ - 劇場映画『英霊たちの応援歌 最後の早慶戦』主題歌
23. 輝け!8人ライダー - 『仮面ライダー 8人ライダーVS銀河王』OP[9]
24. いま斗いの陽が昇る - 『仮面ライダー 8人ライダーVS銀河王』ボツED[10]

### Disc 5
初出年
1980年：No. 1 - 7
1981年： No. 8 - 11
1982年： No. 12 & 13
1983年： No. 14 - 17
1984年 - 1986年： なし
1987年： No. 18
曲目 - 作品名など
1. がんばれ!宇宙の戦士 - 『宇宙大帝ゴッドシグマ』OP
2. いつか息子に -グリーングラスに捧ぐ詩- - オリジナル曲
3. Mr.ロンリー・ボーイ - オリジナル曲
4. 星のペンダント - 『ヤマトよ永遠に』挿入歌
5. マイ・ボーイ - オリジナル曲
6. 残照 - オリジナル曲
7. ヤマトよ永遠に - 『宇宙戦艦ヤマトIII』ED3
8. 走れ!青春 - 『走れメロス』（1981年版アニメスペシャル）挿入歌
9. 友よ 友よ - 『走れメロス』（1981年版アニメスペシャル）ED
10. ドン・キホーテ - 『みんなのうた』より
11. どんどんどん - 『おかあさんといっしょ』より
12. デイドリーム - オリジナル曲[11]
13. もう一度二人 - オリジナル曲[11]
14. 古代（おれ）とヤマト - 『宇宙戦艦ヤマト 完結編』主題歌
15. ヤマトの賦 -海神（わだつみ） - 『宇宙戦艦ヤマト 完結編』イメージソング
16. 宇宙戦艦ヤマト'83 - 『宇宙戦艦ヤマト 完結編』挿入歌
17. ヤマトの10年の賦 - 『宇宙戦艦ヤマト』シリーズ・イメージソング
18. 君の青春は輝いているか - 『超人機メタルダー』OP

## 関連音盤
- 佐々木功 デラックスコレクション（COCC-30275〜COCC-30279）[1]

『佐々木功デラックス・コレクション』または『Isao Sasaki Deluxe Collection』などとも表記される。
副題は『男の詩スペシャル』。
1999年3月20日に発売された、5枚組CD-BOX第2弾。全96トラック。
シングル盤が存在しない挿入歌を中心に、企画アルバムやオリジナル・アルバムの収録曲も初CD化。